# Jan Maurycy Paweł Puzyna de Kosielsko
Princ Jan Maurycy Paweł Puzyna de Kosielsko, poljski rimskokatoliški duhovnik, škof in kardinal, * 13. september 1842, Gwoździec, † 8. september 1911, Krakov.

## Življenjepis
1. decembra 1878 je prejel duhovniško posvečenje.
26. februarja 1886 je bil imenovan za pomožnega škofa Lviva in za naslovnega škofa Memfisa; škofovsko posvečenje je prejel 25. marca istega leta.
22. januarja 1895 je postal škofa Krakova.
15. aprila 1901 je bil povzdignjen v kardinala in imenovan za kardinal-duhovnika Ss. Vitale, Valeria, Gervasio e Protasio.

## Cesarjev veto
Od 20. januarja 1904 odlok Pija X.Commissum nobis  – prepoveduje uporabo veta zoper določenega papeškega kandidata s kaznijo izobčenja za tistega vladarja, ki veto daje in tistega kardinala, ki ga posreduje; zadnjič je tak veto prav Sartu v prid posredoval 2. avgusta 1903 v imenu avstrijskega cesarja Franca Jožefa krakovski kardinal Puzyna zoper izvolitev kardinala Rampolla. 